# Campeonato Africano de Taekwondo de 2021
El XII Campeonato Africano de Taekwondo se celebró en Dakar (Senegal) en 2021 bajo la organización de la Unión Africana de Taekwondo.
En total se disputaron en este deporte dieciséis pruebas diferentes, ocho masculinas y ocho femeninas.

## Resultados

### Masculino
| Evento | Oro                                 | Plata                         | Bronce                                                       |
| ------ | ----------------------------------- | ----------------------------- | ------------------------------------------------------------ |
| –54 kg | Hamza El-Hacham Marruecos           | Omar Sharaki · Egipto         | Ibrahima Joel Diallo Costa de Marfil Mahamadou Amadou Níger  |
| –58 kg | Mohamed Jalil Yendubi Túnez         | Omar Lakehal Marruecos        | Casimir Betel Chad Issa Diakité Costa de Marfil              |
| –63 kg | Fares Buyemai Túnez                 | Ahmed Nasar · Egipto          | Youssouf Simpara Mali Abdelbaset Wasfi Marruecos             |
| –68 kg | Abdelrahman Wael · Egipto           | Aaron Kobenan Costa de Marfil | Ismael Yacouba Níger Faisal Saidi Marruecos                  |
| –74 kg | Firas Katusi Túnez                  | Abdelrahman Elsayed · Egipto  | Koffi Akue Costa de Marfil Amar Cissé Moussa Gabón           |
| –80 kg | Seif Isa · Egipto                   | Achraf Mahbubi Marruecos      | Ababacar Sadikh Soumare Senegal Faysal Sawadogo Burkina Faso |
| –87 kg | Cheick Sallah Cissé Costa de Marfil | Ahmad Rawi · Egipto           | Frederic Hongbe Adoua Chad Sofian Elasbi Marruecos           |
| +87 kg | Abdoulrazak Issoufou Níger          | Ayub Basel Marruecos          | Anthony Obame Gabón Seydou Gbane Costa de Marfil             |

### Femenino
| Evento | Oro                                     | Plata                                    | Bronce                                              |
| ------ | --------------------------------------- | ---------------------------------------- | --------------------------------------------------- |
| –46 kg | Shahd Elhoseini · Egipto                | Sukaina Sahib Marruecos                  | Michelle Tau Lesoto Ranim Huimli Túnez              |
| –49 kg | Umaima El-Buchti Marruecos              | Bouma Ferimata Coulibaly Costa de Marfil | Ikram Dahri · Túnez · Nur Abdelsalam · Egipto       |
| –53 kg | Chaima Tumi Túnez                       | Menatalá Medhat · Egipto                 | Balkissa Halidou Mossi Níger Chinazum Nwosu Nigeria |
| –57 kg | Tekiath Ben Yessouf Níger               | Nada Laaraj Marruecos                    | Mary Muriu · Kenia · Ashrakat Sedik · Egipto        |
| –62 kg | Meriem Julal Marruecos                  | Koumba Ibo Costa de Marfil               | Rewan Refaei · Egipto · Yacine Diaw · Senegal       |
| –67 kg | Ruth Gbagbi Costa de Marfil             | Elizabeth Anyanacho Nigeria              | Sana Baiza · Marruecos · Hedaya Wahba · Egipto      |
| –73 kg | Urgence Mouega Gabón                    | Astan Bathily Costa de Marfil            | Everlyn Aluoch Oloo · Kenia · Maisun Tolba · Egipto |
| +73 kg | Aminata Charlene Traore Costa de Marfil | Sabah Kutbi Marruecos                    | Faith Ogallo · Kenia · Toka Hasan · Egipto          |

## Medallero
| Núm. | País            | Oro | Plata | Bronce | Total |
| ---- | --------------- | --- | ----- | ------ | ----- |
| 1    | Túnez           | 4   | 0     | 2      | 6     |
| 2    | Marruecos       | 3   | 6     | 4      | 13    |
| 3    | Egipto          | 3   | 5     | 6      | 14    |
| 4    | Costa de Marfil | 3   | 4     | 4      | 11    |
| 5    | Níger           | 2   | 0     | 3      | 5     |
| 6    | Gabón           | 1   | 0     | 2      | 3     |
| 7    | Nigeria         | 0   | 1     | 1      | 2     |
| 8    | Kenia           | 0   | 0     | 3      | 3     |
| 9    | Chad            | 0   | 0     | 2      | 2     |
| 9    | Senegal         | 0   | 0     | 2      | 2     |
| 11   | Burkina Faso    | 0   | 0     | 1      | 1     |
| 11   | Lesoto          | 0   | 0     | 1      | 1     |
| 11   | Mali            | 0   | 0     | 1      | 1     |
|      | TOTAL           | 16  | 16    | 32     | 64    |